# میترا–وارونا

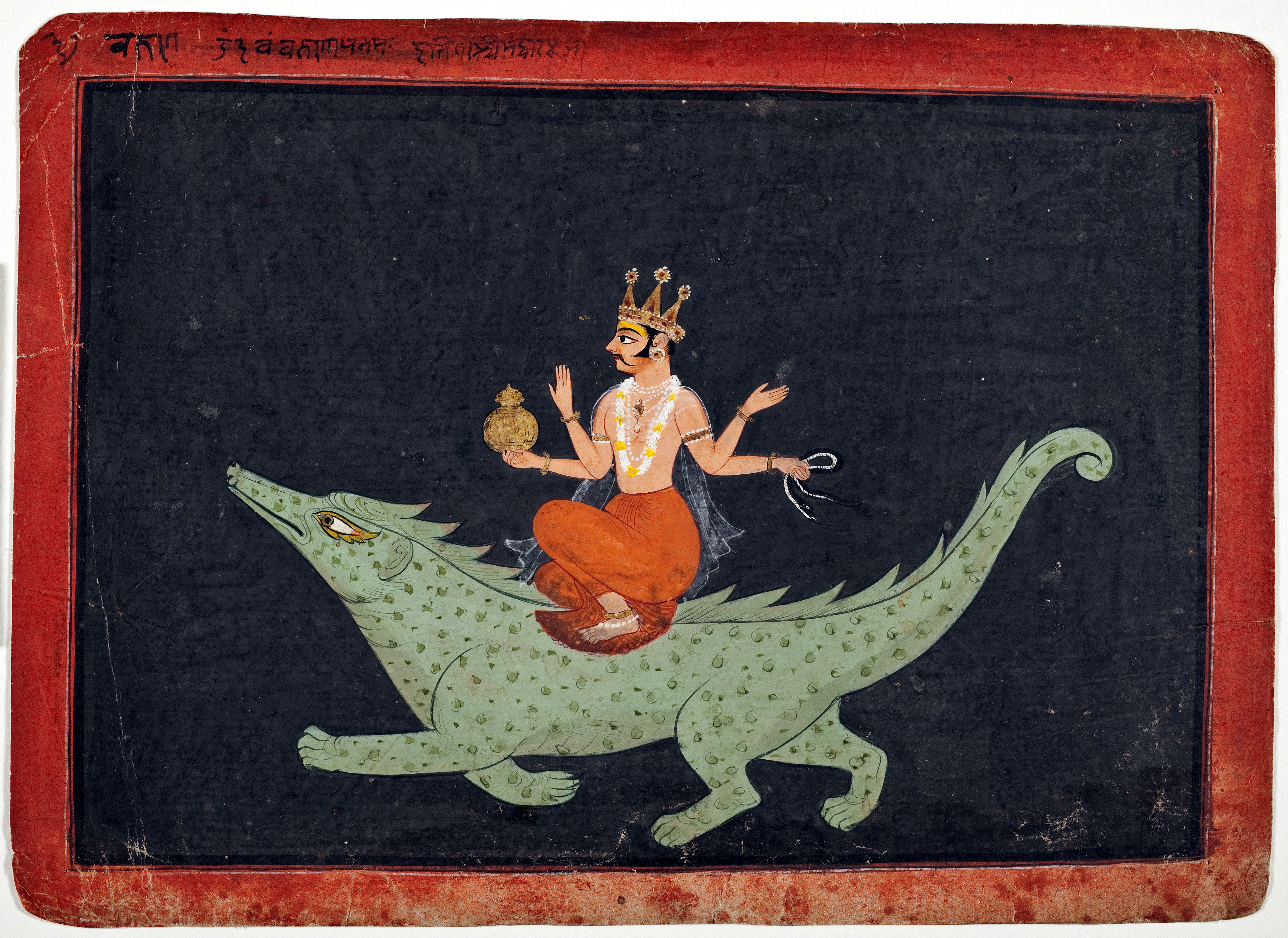
وارونا

میترا (خدای هندو)-وارونا (انگلیسی: Mitra–Varuna) دو ایزد دوا هستند که اغلب در کتاب مقدس هند باستانی ریگ‌ودا به آنها اشاره می‌شود. آنها هر دو آدیتیا یا خدایان مرتبط با خورشید در نظر گرفته می‌شوند و حافظان امر ارته هستند. ارتباط آنها به قدری نزدیک است که آنها اغلب در ترکیب میترا-وارونا در کنار یکدیگر نام برده می‌شوند.
میترا-وارونا همچنین عنوان مقاله ای در سال ۱۹۴۰ در اسطوره‌های مقایسه‌ای دین نیاهندواروپایی نوشته ژرژ دومزیل است.